# Bren (Drôme)
Bren település Franciaországban, Drôme megyében. Lakosainak száma 680 fő (2022. január 1.). Bren Chantemerle-les-Blés, Claveyson, Marsaz, Ratières, Saint-Barthélemy-de-Vals és Saint-Donat-sur-l’Herbasse községekkel határos.

## Népesség
A település népességének változása:
| Lakosok száma | 273  | 376  | 431  | 526  | 666  | 551  | 563  | 595  | 624  | 680  |
|               | 1968 | 1982 | 1990 | 2006 | 2013 | 2015 | 2017 | 2019 | 2020 | 2022 |